# Karl Eriksen (hövding)
Karl Eriksen, dotterson till Knut den helige, var hövding över Halland. Han deltog 1152–1153 tillsammans med den danska kungen Sven Grate i ett misslyckat fälttåg i Värend och Finnveden i Småland mot den svenska kungen Sverker den äldre. Detta beskrivs i Gesta Danorum och Knytlingasagan. Efter att fälttåget stoppats och kungen åkt hem ska Karls söner Karl och Knuds trupper ha anfallits och delar av dem tvingats ut på Nissan där de drunknade. Senare ska sönerna enligt Gesta Danorum ha deltagit i ett uppror mot Valdemar I.